# Acacia angusta
Acacia angusta — вид квіткових рослин з родини бобових, що зростає в Австралії: цн.-сх. Квінсленд. Цей вид акації росте на суглинних і кам'янистих ґрунтах в ізольованих популяціях між хребтом Гоганго біля Рокгемптона та хребтом Драммонд на захід від Емералда. Це кущ або дерево з тонкими лінійними філодіями, кулястими квітковими головами з 12–20 квітками і лінійними, тонкими стручками приблизно до 140 мм завдовжки.

## Морфологічний опис
Acacia angusta — це дерево або куш, який зазвичай досягає висоти приблизно 3–6 метрів і має червонувато-коричневі гілки. Його філодії лінійні, більш-менш голі, зазвичай 90–200 мм завдовжки, 1,8–3 мм завширшки і часто мають гачкуватий кінець. Квітки зібрані в китиці завдовжки 10–30 мм на квітконосі завдовжки 2–5 мм із кулястими головками, на кожній по 12–20 квіток. Цвітіння спостерігається в січні та з березня по серпень. Стручки лінійні, тонкі, округлі над насінням, до 140 мм завдовжки і ≈ 5 мм завширшки, містять насіння 4–5 мм завдовжки.